# Архиепархия Цзинаня
Архиепархия Цзинаня (лат. Archidioecesis Zinanensis) — архиепархия Римско-Католической церкви с центром в городе Цзинань, Китай. Архиепархия Цзинаня распространяет свою юрисдикцию на часть территории провинции Шаньдун. В митрополию Цзинаня входят епархии Линьи, Цаочжоу, Циндао, Чжоуцуня, Янгу, Яньчжоу, Яньтая. Кафедральным собором архиепархии Цзинаня является церковь Святейшего Сердца Иисуса.

## История
13 сентября 1839 года Римский папа Григорий XVI издал бреве Ex pastoralis, которым учредил апостольский викариат Шаньтуна, выделив его из епархии Пекина.
2 декабря 1885 года апостольский викариат Шаньтуна передал часть своей территории для возведения нового апостольского викариата Южного Шаньтуна (сегодня — Епархия Яньчжоу) и одновременно был переименован в апостольский викариат Северного Шаньтуна.
22 февраля 1894 года апостольский викариат Северного Шаньтуна передал часть своей территории для возведения нового апостольского викариата Восточного Шаньтуна (сегодня — Епархия Яньтая).
3 декабря 1924 года апостольский викариат Северного Шаньтуна переменил своё название на апостольский викариат Цинаньфу.
24 июня 1927 года и 16 апреля 1929 года апостольский викариат Цинаньфу передал часть своей территории для возведения новых миссий sui iuris Линьи (сегодня — Епархия Линьи) и Чжоуцуня (сегодня — Епархия Чжоуцуня).
11 апреля 1946 года Римский папа Пий XII издал буллу Quotidie Nos, которой преобразовал апостольский викариат Цинаньфу в архиепархию Цзинаня.

## Ординарии архиепархии
- епископ Lodovico Maria Besi (3.09.1839 0 9.07.1848);
- епископ Luigi Moccagatta (9.07.1848 — 27.09.1870);
- епископ Eligio Pietro Cosi (27.09.1870 — 12.01.1885);
- епископ Beniamino Geremia (12.01.1885 — 29.12.1888);
- епископ Pietro Paolo de Marchi (13.02.1889 — 30.08.1901);
- епископ Ephrem Giesen (18.07.1902 — 6.08.1919);
- епископ Adalberto Schmücker (2.08.1920 — 8.08.1927);
- архиепископ Cyrill Rudolph Jarre (18.05.1929 — 8.03.1952);
  - Sede vacante;
- священник John P’ing Ta-kuam (1952—1984) — апостольский администратор;
- архиепископ Giacomo Zhao Ziping (24.04.1988 — 18.05.2008);
- архиепископ Giuseppe Zhang Xian Wang (18.05.2008 — по настоящее время).

## Источник
- Annuario Pontificio, Libreria Editrice Vaticana, Città del Vaticano, 2003, ISBN 88-209-7422-3
- Бреве Ex pastoralis Архивная копия от 2 апреля 2015 на Wayback Machine/ Bullarium pontificium Sacrae congregationis de propaganda fide, tomo V, Romae 1841, стр. 181—182  (лат.)
- Булла Quotidie Nos Архивная копия от 27 марта 2010 на Wayback Machine, AAS 38 (1946), стр. 301  (лат.)